# غيفيرسبيتز
غيفيرسبيتز (بالإنجليزية: Giferspitz)‏ هو أحد جبال سلسلة جبال الألب البرنية ويقع في كانتون برن في سويسرا. يحتل المرتبة رقم 313 في قائمة جبال سويسرا من حيث الارتفاع، إذ يبلغ ارتفاعه حوالي 2542 متر، بينما يبلغ ارتفاع نتوء الجبل 556 متر.